# Municipio de Holland (condado de Missaukee)
El municipio de Holland (en inglés: Holland Township) es un municipio ubicado en el condado de Missaukee en el estado estadounidense de Míchigan. En el año 2010 tenía una población de 248 habitantes y una densidad poblacional de 2,67 personas por km².

## Geografía
El municipio de Holland se encuentra ubicado en las coordenadas 44°12′41″N 84°54′59″O / 44.21139, -84.91639. Según la Oficina del Censo de los Estados Unidos, el municipio tiene una superficie total de 92.99 km², de la cual 92,25 km² corresponden a tierra firme y (0,79 %) 0,74 km² es agua.

## Demografía
Según el censo de 2010, había 248 personas residiendo en el municipio de Holland. La densidad de población era de 2,67 hab./km². De los 248 habitantes, el municipio de Holland estaba compuesto por el 96,37 % blancos, el 0,81 % eran asiáticos, el 2,42 % eran de otras razas y el 0,4 % eran de una mezcla de razas. Del total de la población el 4,03 % eran hispanos o latinos de cualquier raza.